# Porte des Lilas (Métro Paris)

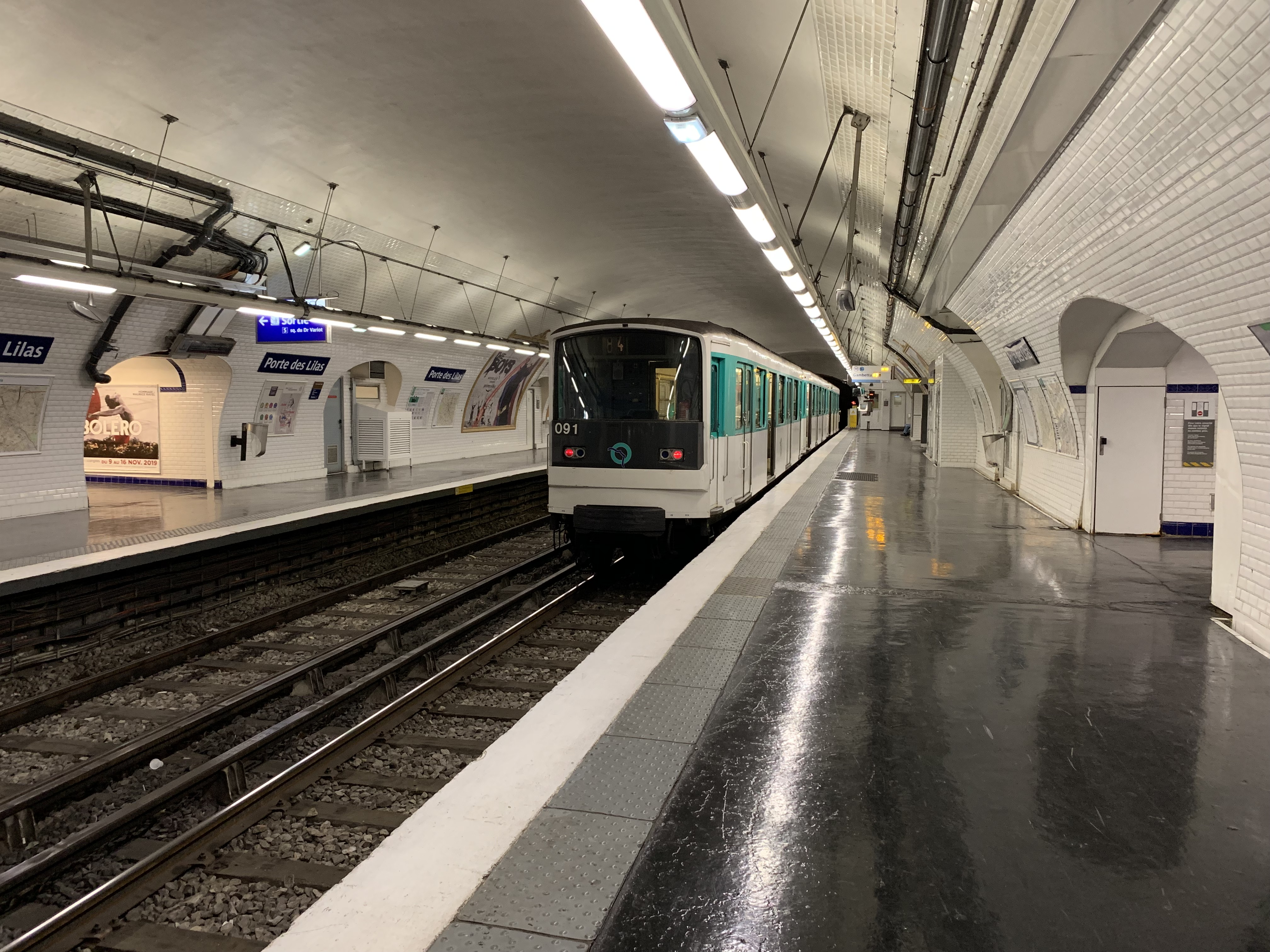
Station A der Linie 3^{bis} mit einem Zug der Baureihe MF 67

Porte des Lilas [pɔʁt(ə) de lilɑ] ist ein unterirdischer Umsteigebahnhof der Pariser Métro. Er wird von den Linien 3bis und 11 bedient. In unmittelbarer Nähe befindet sich eine Haltestelle der Straßenbahnlinie T3b.

## Lage
Der U-Bahnhof befindet sich an der Grenze des Quartier d’Amérique im 19. Arrondissement mit dem Quartier Saint-Fargeau des 20. Arrondissements von Paris. Er liegt unter dem östlichen Ende der Rue de Belleville und besteht aus drei unabhängigen Stationen, von denen eine derzeit stillgelegt ist.

## Name
Das namengebende Tor Porte des Lilas führte in die Gemeinde Les Lilas, die 1867 aus der Teilung der Gemeinde Romainville hervorging. Sie bezog ihren Namen von den Fliedersträuchen (fr: lilas) der nahen Gärten, die dort von der Zeit des Zweiten Kaiserreichs bis ins 20. Jahrhundert existierten.

## Geschichte

Streckenplan – die Station B ist als „Porte des Lilas – Cinéma“ bezeichnet

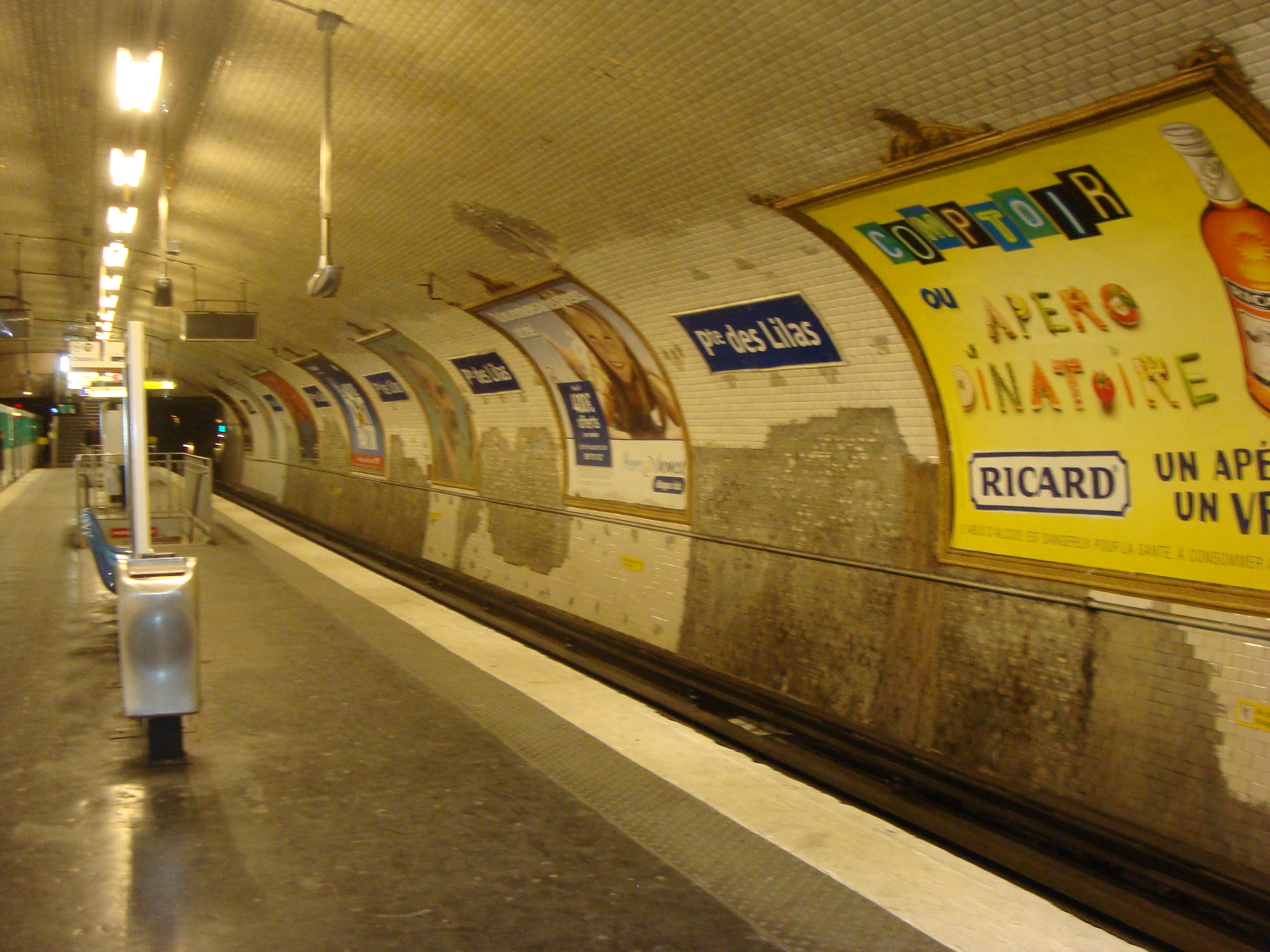
Mittelbahnsteig der Linie 11

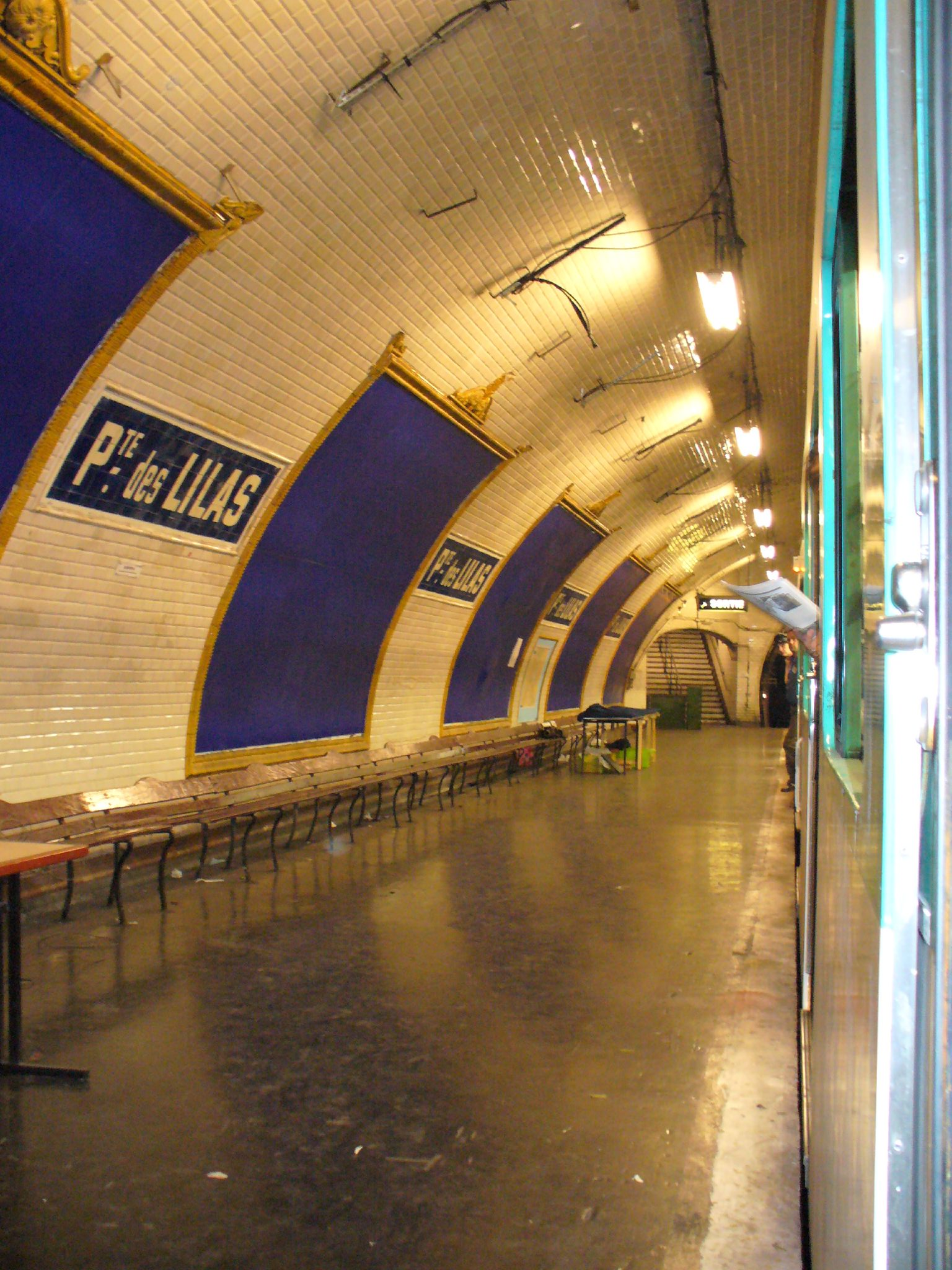
Bahnsteig der stillgelegten Station B („Porte des Lilas – Cinéma“)

Zwei der Stationen wurden am 27. November 1921 mit Eröffnung der Linie 3 in Betrieb genommen. Deren nach wie vor genutzte Station A liegt vor einer Endschleife und wird aktuell von der Linie 3bis bedient. Die Station B war für den gemeinsamen Verkehr mit der Linie 7 (seit 1967: 7bis) gedacht, die über die Strecken Voie navette und Voie des Fêtes angebunden wurde. Ein durchgehender Verkehr zwischen diesen Linien erfolgte dann aber nicht, stattdessen verkehrte ein Pendelzug (fr: navette) über die Voie navette zur Station Pré-Saint-Gervais. Im Zuge der Mobilmachung zu Beginn des Zweiten Weltkriegs wurde diese Betriebsform am 3. September 1939 aufgegeben, seitdem ist die Station B für Fahrgäste geschlossen. Anfang der 1950er Jahre diente die Voie navette mit der Station B für die Erprobung des gummibereiften Protoypfahrzeugs MP 51. Wiederholt wurde die Station B auch für Filmaufnahmen genutzt und wird deshalb auch als „Porte des Lilas – Cinéma“ bezeichnet.
1922 wurde an der Einmündung der Avenue Gambetta ein oberirdisches Zugangsbauwerk errichtet, Architekt war Charles Plumet.
Die Station Porte des Lilas der Linie 11 wurde am 28. April 1935 eröffnet. Bis zum 17. Februar 1937 war sie Endpunkt dieser Linie. Am 27. März 1971 wurde die Linie 3 ab Gambetta nach Gallieni weitergeführt und der bisherige Endabschnitt zwischen Gambetta und Porte des Lilas zur von ihr unabhängigen Linie 3bis.

## Beschreibung

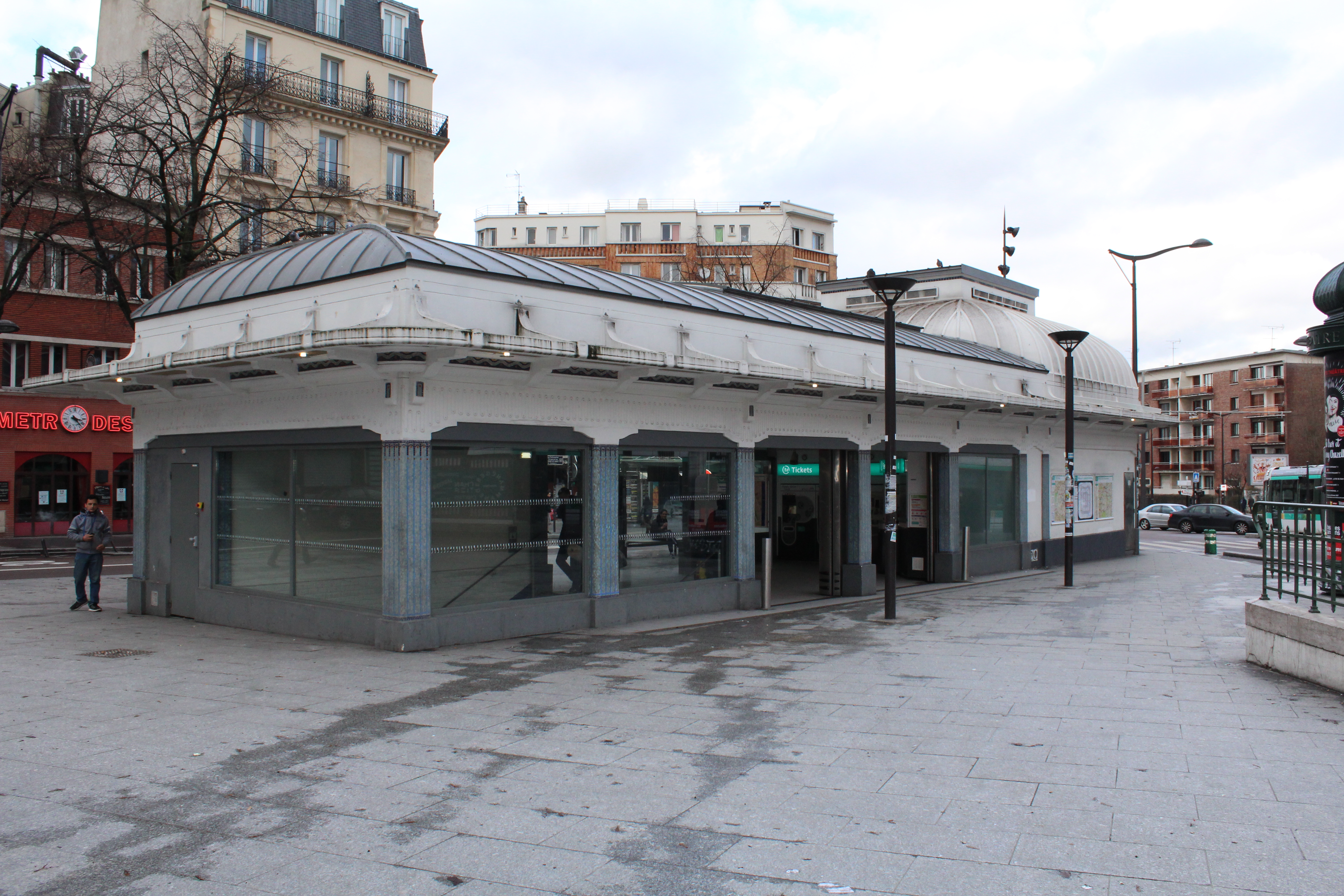
Zugangsbauwerk aus dem Jahr 1922

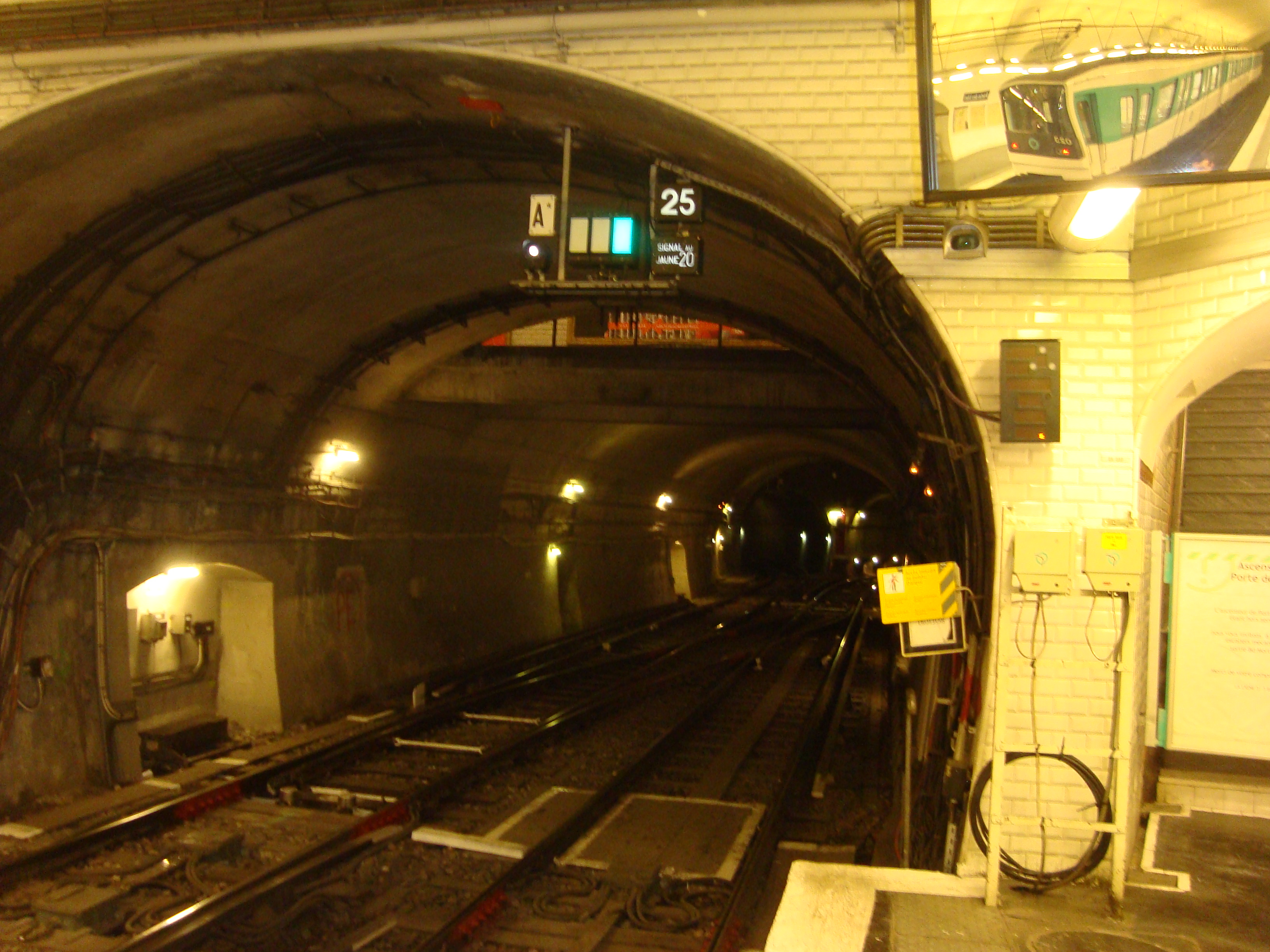
Blick in Richtung Wendeschleife der Linie 3^{bis}

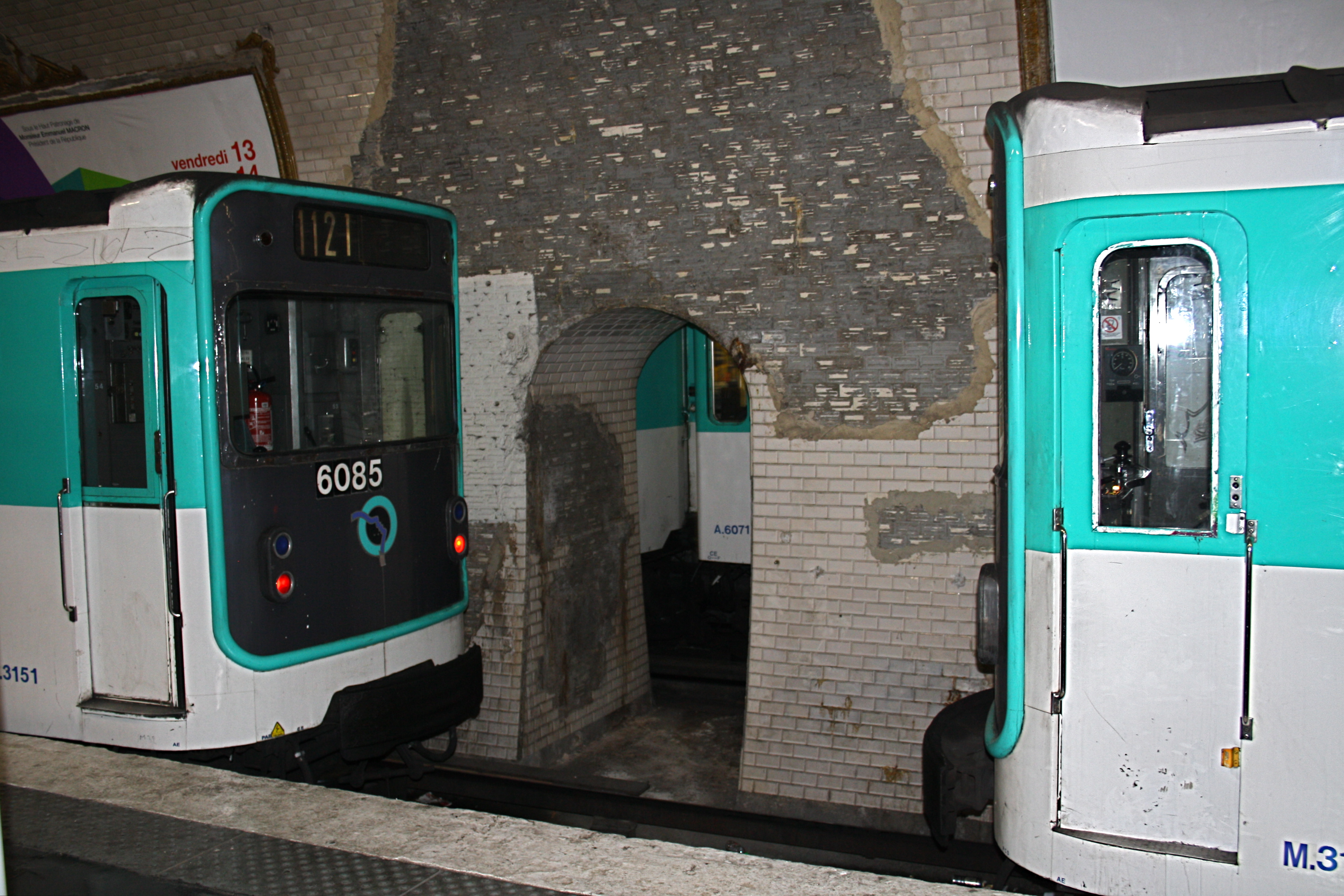
Blick von der zweigleisigen zur eingleisigen Halle der Linie 11

Von Südosten her teilt sich die Strecke der Linie 3bis kurz vor dem Bahnhof in die Zweige zu den Stationen A und B. Von der stillgelegten Station B kommt derzeit nur das westliche Streckengleis, das in das Gleis Richtung Gambetta mündet. Das Gleis Voie navette der Gegenrichtung beginnt stumpf südlich der Station B, es ist über einen einfachen Gleiswechsel erreichbar.
Zu beiden Seiten der Station A existieren ebenfalls einfache Gleiswechsel, deren südlicher das Kopfmachen von Zügen ohne Durchfahren der zweigleisigen Wendeschleife erlaubt. Letztere schließt sich nördlich der Station an, aus dem äußeren Gleis zweigt ein Betriebsgleis zur Voie navette aus.
Alle drei Stationen wurden bergmännisch errichtet und sind 75 m lang. Sie liegen unter elliptischen Gewölben, ihre weiß gefliesten Seitenwände folgen der Krümmung der Ellipse. Die Stationen A und B haben Seitenbahnsteige an zwei parallelen Streckengleisen, die dreigleisige Station der Linie 11 einen Seiten- und einen Mittelbahnsteig in zwei getrennten Hallen. Für Pariser Verhältnisse liegen die Stationen A und B mit 19 bis 25 Meter unter der Oberfläche sehr tief. Dies ist deren Profil geschuldet und machte den Bau von Aufzügen erforderlich. Aufgrund dieser Tiefenlage konnte die Station der Linie 11 über den vorhandenen Anlagen angelegt werden.

## Fahrzeuge

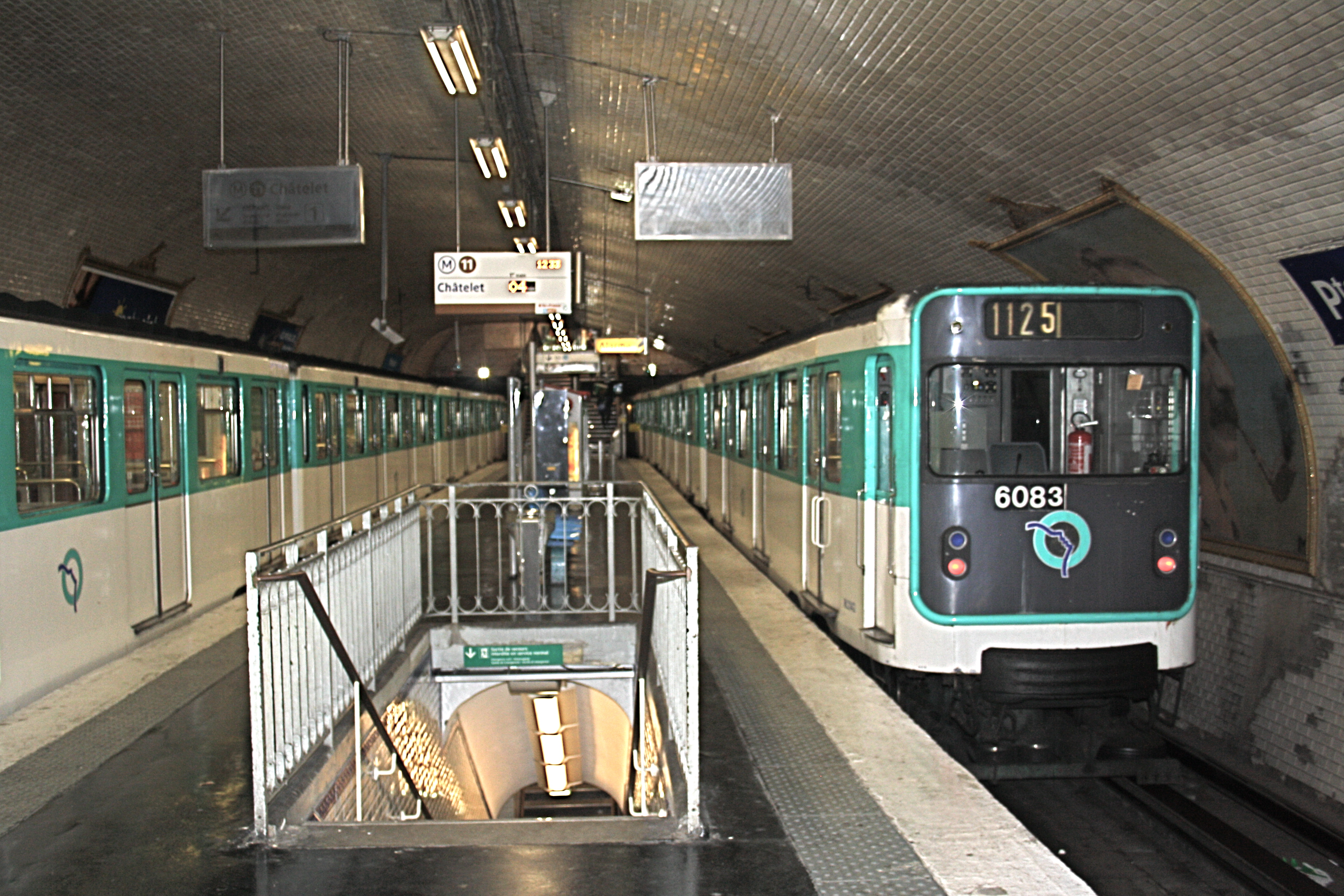
Züge der Baureihe MP 59 am Mittelbahnsteig der Linie 11

Die Linie 3 war 1967 die erste im Netz der Métro, die Fahrzeuge der Baureihe MF 67 erhielt. Diese Baureihe ist, abweichend von den anderen Strecken als 3-Wagen-Zug, nach wie vor auf der kurzen Linie 3bis unterwegs.
Die Linie 11 wurde ab 1954 für gummibereifte Züge hergerichtet. Im November 1956 kam, zunächst ein knappes Jahr lang im Mischverkehr mit herkömmlichen Sprague-Thomson-Zügen, die Baureihe MP 55 zum Einsatz. Seit Januar 1999 verkehrt auf der Linie 11 die Baureihe MP 59, seit 2009 verkehren zudem Züge des Typs MP 73. Anfang Juni 2023 begann die schrittweise Umstellung der Linie 11 auf Fünf-Wagen-Züge der Baureihe MP 14.
Der Pendelverkehr zur Station Pré-Saint-Gervais, auch als Linie 3ter bezeichnet, wurde mit einem einzigen Kurzzug durchgeführt. Dieser war zunächst aus zwei 10,85 Meter langen Triebwagen des Typs Sprague multiple gebildet, die vorher auf der Linie 2 gelaufen waren. 1926 kam dann ein neuer, einzeln laufender Sprague-Thomson-Triebwagen der Serie M 1005-1022 (Typ „Petite loge“) mit Führerständen an beiden Fahrzeugenden auf die Strecke.

## Ausblick
Für die Zeit nach 2030 ist geplant, die Linien 3bis und 7bis zu vereinigen, wobei die Station B für den Fahrgastverkehr reaktiviert würde.

## Sonstiges
- Das Chanson Le poinçonneur des Lilas von Serge Gainsbourg aus dem Jahr 1958 über die eintönige Tätigkeit der Entwertung zahlloser Fahrkarten schilderte die Station als Ort entfremdeter Arbeit eines Mitarbeiters der Métro.[1]
- Szenen des Films Die Nacht ist jung (fr: Mauvais sang) von Leos Carax wurden 1986 in der Station B gedreht.[15]
- Zu sehen ist die Station B u. a. auch in den Filmen Die fabelhafte Welt der Amélie und Super-Hypochonder (jeweils als Station Abbesses) sowie Paris, je t’aime (Stationsname: Tuileries), Female Agents – Geheimkommando Phoenix (als Concorde), Rekruten des Todes (als Montparnasse), Point Blank – Aus kurzer Distanz (als Opéra), 3 Days to Kill (als Station Ségur) und John Wick: Kapitel 4.